# Santo Stefano d'Aveto
Saint-Stéphane-d'Aveto (italien : Santo Stefano d'Aveto) est une commune de la ville métropolitaine de Gênes, dans la région Ligurie, en Italie.

## Histoire
De 1805 à 1814, Saint-Étienne-d'Aveto fit partie de l'arrondissement de Chiavari, dans le département des Apennins, créé le 6 juin 1805, dans le cadre de la nouvelle organisation administrative mise en place par Napoléon Ier en Italie et supprimé le 11 avril 1814, après la chute de l'Empire.

## Administration
| Période                                  | Période | Identité | Étiquette | Qualité |
| ---------------------------------------- | ------- | -------- | --------- | ------- |
|                                          |         |          |           |         |
| Les données manquantes sont à compléter. |         |          |           |         |

### Hameaux
Ascona, Pian d'Aveto, Pievetta, Pareto, Torrini, Allegrezze, Caselle, Cornaleto, Costapelata, Gramizza, La Villa, Amborzasco, Casoni d'Amborzasco, Montegrosso, Monte Penna, Alpicella, Casafredda, Gavadi, Pian Pendini, Villaneri.

### Communes limitrophes
Bedonia, Borzonasca, Ferriere, Rezzoaglio, Tornolo.